# 龍野サービスエリア
もしかして
- 龍野西サービスエリア

ではありませんか？